# Акт поєднання
Акт поєднання — документ, що проголошував об'єднання Української автокефальної православної церкви й Автономної православної церкви в УАПЦ.
«Акт поєднання» декларував подолання розколу в українському православ'ї. 8 жовтня 1942 в Почаївській лаврі його підписали архієпископ УАПЦ Абрамович Никанор, єпископ УАПЦ Мстислав (Скрипник) та митрополит АПЦ Олексій (Громадський).
Вищим органом управління церквою до скликання Всеукраїнського Помісного собору мав стати Священний синод. Було підкреслено, що ліквідовано всі розбіжності канонічного характеру. Більшість єпископату АПЦ сприйняла акт вороже. Негативно поставилися до нього також німецькі окупанти. Після вбивства митрополита Олексія в травні 1943 цей визначальний для української церкви документ не був втілений у життя.